# Natori
Natori (jap. 名取市 Natori-shi) – miasto w Japonii, w prefekturze Miyagi, na wyspie Honsiu. Ma powierzchnię 98,18 km². W 2020 r. mieszkało w nim 78 718 osób, w 29 674 gospodarstwach domowych  (w 2010 r. 73 134 osoby, w 25 092 gospodarstwach domowych) .

## Położenie
Miasto leży w południowej części prefektury nad Oceanem Spokojnym. Graniczy z miastami:
- Sendai,
- Iwanuma.

## Historia
Miasto powstało 1 października 1958 roku.

## Transport

### Kolejowy
- Japońska Kolej Wschodnia
  - Główna linia Tōhoku
  - Linia Sendai Airport

### Drogowy
- Autostrada Tōhoku
- Autostrada Sendai
- Drogi krajowe nr 4, 286.